# Isla Beef
La Isla Beef (en inglés: Beef island) es una isla que forma parte del archipiélago de las Islas Vírgenes Británicas. Se encuentra al este de Tórtola, y las dos islas están conectadas por el Puente de la Reina Elizabeth. La Isla de Beef es el sitio donde se localiza el Aeropuerto Internacional Terrance B. Lettsome (IATA código EIS), el principal aeropuerto comercial que sirve a Tórtola y el resto de las Islas Vírgenes Británicas.
Trellis Bay esta a una distancia corta al este del aeropuerto. Trellis Bay es una pequeña ciudad (mercado, restaurante, cafetería, lugar de artesanía local) y playa. Long Bay está al oeste del aeropuerto.